# Ajrabarni Rajkanya
Công chúa Hoàng gia Ajrabarni Rajkanya hoặc Phra Chao Boromwongse Ther Phra Ong Chao Ajrabarni Rajkanya (tiếng Thái: พระเจ้าบรมวงศ์เธอ พระองค์เจ้าอัจฉรพรรณีรัชกัญญา; RTGS: Atcharaphanni Ratchakanya) (7 tháng 7 năm 1872 - 15 tháng 11 năm 1910), là Công chúa của Xiêm (sau Thái Lan). Cô là một thành viên của gia đình Xiêm. Bà là con gái của Chulalongkorn, Vua Rama V của Xiêm.
Mẹ cô là Chao Chom Manda Talab Ketutat, con gái của Phraya Viangnai Narubal. Cô có một người em trai, hoàng tử Rabhibhadhanasakdi, hoàng tử của tỉnh Ratchaburi, người được biết đến như là cha của Luật Thái Lan.
Công chúa Ajrabarni Rajkanya chết vào ngày 15 tháng 11 năm 1910, một tháng sau khi cha cô qua đời, ở tuổi 38.

## Ancestry
| Princess Ajrabarni Rajkanya | Father: Chulalongkorn, King Rama V of Siam | Paternal Grandfather: Mongkut, King Rama IV of Siam           | Paternal Great-grandfather: Buddha Loetla Nabhalai, King Rama II of Siam |
| Princess Ajrabarni Rajkanya | Father: Chulalongkorn, King Rama V of Siam | Paternal Grandfather: Mongkut, King Rama IV of Siam           | Paternal Great-grandmother: Queen Sri Suriyendra                         |
| Princess Ajrabarni Rajkanya | Father: Chulalongkorn, King Rama V of Siam | Paternal Grandmother: Queen Debsirindra                       | Paternal Great-grandfather: Prince Sirivongse, the Prince Matayabidaksa  |
| Princess Ajrabarni Rajkanya | Father: Chulalongkorn, King Rama V of Siam | Paternal Grandmother: Queen Debsirindra                       | Paternal Great-grandmother: Mom Noi Sirivongs na Ayudhya                 |
| Princess Ajrabarni Rajkanya | Mother: Chao Chom Manda Talab Ketutat      | Maternal Grandfather: Phraya Viangnai Narubal (Rhung Ketutat) | Maternal Great-grandfather: Phraya Bejra Bijaya (Noo Ketutat)            |
| Princess Ajrabarni Rajkanya | Mother: Chao Chom Manda Talab Ketutat      | Maternal Grandfather: Phraya Viangnai Narubal (Rhung Ketutat) | Maternal Great-grandmother: unknown                                      |
| Princess Ajrabarni Rajkanya | Mother: Chao Chom Manda Talab Ketutat      | Maternal Grandmother: unknown                                 | Maternal Great-grandfother: unknown                                      |
| Princess Ajrabarni Rajkanya | Mother: Chao Chom Manda Talab Ketutat      | Maternal Grandmother: unknown                                 | Maternal Great-grandmother: unknown                                      |

## Reference
- ราชกิจจานุเบกษา, พระราชทานเหรียญรัตนาภรณ์ รัชกาลปัจจุบันฝ่ายใน Lưu trữ ngày 20 tháng 11 năm 2011 tại Wayback Machine, เล่ม ๒๕, ตอน ๓๙, ๒๗ ธันวาคม พ.ศ. ๒๔๕๑, หน้า ๑๑๕๓